# Хладан као камен
Хладан као камен (енгл. Stone Cold) је акциони филм из 1991. редитеља Крега Р. Бакслија у чијем је средишту бајкерска банда, која покушава да убије окружног тужиоца и ослободи једног од њихових чланова коме се суди за убиство. Филм је означио глумачки деби фудбалске звезде из 1980-их Брајана Босворта.
ФБИ даје суспендованом полицајцу још једну шансу, али под условом да оде на тајни задатак и инфилтрира се у „Братство“, бајкерску банду која промовише надмоћ беле расе и бави се растурањем дроге.

## Радња
Банда бајкера на челу са бившим свештеником по имену Чејнс терорише залеђе Мисисипија, гушећи не само организовани криминал, већ и локалне власти. У банду се уводи озлоглашени полицајац, који је и сам готово бајкер. Његов надимак је Џон Стоун (ово име је игра са насловом филма). Бајкери баш и не верују „новом момку“, иако он лако пролази све тестове на путу ка „лествици каријере“ њиховог окружења. Сваки пут успе да одагна сумњу у сарадњу са полицијом, али ипак хода на ивици ножа... Коначно, јунак, уз помоћ свог новог партнера и полиције која је стигла на дојаву, побеђује огромног снаге бајкера који су извршили масакр у судници главног града ради освете за једног од наших...